# Kim Carnes
Kim Carnes (Los Angeles, 20 luglio 1945) è una cantante statunitense attiva dagli anni sessanta, ma che ha avuto un momento di particolare successo durante gli anni ottanta.

## Carriera

### Gli inizi e il successo diBette Davis Eyes
Si dedica inizialmente al folk incidendo il suo primo album discografico, Rest on Me, nel 1971.
Per tutti gli anni settanta non lascia molte tracce di sé nelle classifiche di vendita statunitensi ma all'inizio degli anni ottanta prende due scelte decisive: quella di dedicarsi alla canzone sentimentale in collaborazione con il marito Dave Ellingson e quella di mettere la sua voce roca al servizio di una cover in cui non aveva creduto subito, e che diventerà invece il suo successo mondiale: Bette Davis Eyes, scritta nel 1975 da Donna Weiss e Jackie DeShannon e incisa nel 1981.
Trascurata prima di allora, la canzone acquista nuovo interesse grazie al decisivo intervento di Bill Cuomo, che crea appositamente per il brano un nuovo arrangiamento.
Numero uno negli USA, e ai primi posti in Europa, la canzone vince il Grammy Award del 1982 per il singolo dell'anno, trainando al successo l'album Mistaken Identity. Dopo la hit Bette Davis Eyes, la Carnes ricevette i ringraziamenti personali dalla stessa Bette Davis.

### Carriera successiva
Negli anni successivi ha inciso altri brani di sicuro interesse, comparendo anche nella colonna sonora di Flashdance (1984), dal film omonimo, con il brano I'll Be Here Where the Heart Is. Sempre nel 1984, duetta con Barbra Streisand nel brano Make no Mistake (He's Mine), che venne inserito nel disco di duetti della Streisand dal titolo Duets del 2001. Una cover della canzone venne incisa tre anni dopo in versione maschile, quando Kenny Rogers registrò il duetto in coppia con Ronnie Milsap. La canzone adattata al maschile venne ribattezzata Make no Mistake (She's Mine). Tra il 1983 ed il 1986 ha piazzato altri singoli di un certo successo, nell'ordine: You Make My Heart Beat Faster (1983), Invitation to Dance (1985), Crazy in the Night (1986). Nel 1985 ha partecipato inoltre al progetto USA for Africa, insieme ad altri numerosi artisti, nel brano We Are the World.
Lontana dal grande pubblico, ha poi proseguito la sua carriera dedicandosi principalmente a progetti per il cinema e la televisione.

## Discografia
- 1971 - Rest on Me (Amos Records)
- 1975 - Kim Carnes (A&M Records)
- 1976 - Sailin' (A&M Records)
- 1979 - St. Vincent's Court (EMI)
- 1980 - Romance Dance (EMI)
- 1981 - Mistaken Identity (EMI)
- 1982 - Voyeur (EMI)
- 1983 - Café Racers (EMI)
- 1985 - Barking at Airplanes (EMI)
- 1986 - Light House (EMI)
- 1988 - View from the House (MCA Records)
- 1991 - Checkin' Out the Ghosts (Teichiku Records)
- 2004 - Chasin' Wild Trains (Sparky Dawg Records)